# William Mallen
William Kenneth Russell Mallen, dit Ken Mallen, (né le 4 octobre 1884 à Morrisburg, en Ontario au Canada – mort le 23 avril 1930 à Morrisburg) est un joueur professionnel canadien de hockey sur glace qui évoluait au poste de rover ou d'attaquant.

## Biographie
Né à Morrisburg, en Ontario, Mallen joue une saison à Cornwall dans la Ligue fédérale amateur de hockey (FAHL) avant de devenir professionnel avec les Calumet-Larium Miners dans la Ligue internationale de hockey en 1904. Au cours de sa première saison, il marque 38 buts en 24 matchs et est nommé dans la première équipe d'étoiles. Il quitte la ligue en décembre 1905 en raison de son jeu et retourne dans la FAHL. En 1907-1908, il joue pour le Hockey Club professionnel de Toronto dans l'Ontario Professional Hockey League et le Montréal Hockey Club, équipe amateur, puis une saison aux États-Unis, à Pittsburgh, dans la Western Pennsylvania Hockey League. Il joue ensuite pour les Sénateurs d'Ottawa dans l'Association nationale de hockey de décembre 1909 à décembre 1910 puis les Bulldogs de Québec en 1910-1911. Il rejoint l'Association de hockey de la Côte du Pacifique où il joue trois saisons avec les Royals de New Westminster puis une avec les Millionnaires de Vancouver qui remportent alors la Coupe Stanley mais son nom est oublié et n'est pas gravé sur la coupe. Il termine sa carrière dans la PCHA en passant un an avec les Aristocrats de Victoria puis un autre avec les Canaries de Spokane. Il prend sa retraite en 1917.
Mallen devient ensuite arbitre et entraîneur de patinage de vitesse à Ottawa.

## Statistiques
| Saison      | Équipe                     | Ligue       |    | Saison régulière | Saison régulière | Saison régulière | Saison régulière | Saison régulière |   | Séries éliminatoires | Séries éliminatoires | Séries éliminatoires | Séries éliminatoires | Séries éliminatoires |
| Saison      | Équipe                     | Ligue       | PJ | B                | A                | Pts              | Pun              | PJ               | B | A                    | Pts                  | Pun                  |                      |                      |
| 1903-1904   | Kolts de Cornwall          | FAHL        | 4  | 9                | 0                | 9                | 0                | –                | – | –                    | –                    | –                    |                      |                      |
| 1903-1904   | Wanderers de Montréal      | FAHL        | 2  | 1                | 0                | 1                | 0                | 1                | 1 | 0                    | 1                    | 0                    |                      |                      |
| 1904-1905   | Calumet-Larium Miners      | LIH         | 24 | 38               | 0                | 38               | 8                | –                | – | –                    | –                    | –                    |                      |                      |
| 1905-1906   | Calumet-Larium Miners      | LIH         | 5  | 4                | 0                | 4                | 7                | –                | – | –                    | –                    | –                    |                      |                      |
| 1906-1907   | Athletics de Morrisburg    | FAHL        | 5  | 6                | 0                | 6                | 6                | –                | – | –                    | –                    | –                    |                      |                      |
| 1906-1907   | Calumet-Larium Miners      | LIH         | 11 | 13               | 2                | 15               | 12               | –                | – | –                    | –                    | –                    |                      |                      |
| 1907-1908   | Professionals de Toronto   | OPHL        | 3  | 2                | 0                | 2                | 0                | –                | – | –                    | –                    | –                    |                      |                      |
| 1907-1908   | AAA de Montréal            | ECAHA       | 7  | 10               | 0                | 10               | 8                | –                | – | –                    | –                    | –                    |                      |                      |
| 1908-1909   | Pittsburgh Athletic Club   | WPaHL       | 10 | 12               | 0                | 12               | 0                | –                | – | –                    | –                    | –                    |                      |                      |
| 1908-1909   | Creamery Kings de Renfrew  | FAHL        | 3  | 4                | 0                | 4                | 2                | –                | – | –                    | –                    | –                    |                      |                      |
| 1909-1910   | Sénateurs d'Ottawa         | ANH         | 1  | 2                | 0                | 2                | 3                | –                | – | –                    | –                    | –                    |                      |                      |
| 1909-1910   | Sénateurs d'Ottawa         | CHA         | 1  | 2                | 0                | 2                | 0                | –                | – | –                    | –                    | –                    |                      |                      |
| 1910-1911   | Bulldogs de Québec         | ANH         | 12 | 13               | 0                | 13               | 15               | –                | – | –                    | –                    | –                    |                      |                      |
| 1911-1912   | Royals de New Westminster  | PCHA        | 13 | 14               | 0                | 14               | 30               | –                | – | –                    | –                    | –                    |                      |                      |
| 1912-1913   | Royals de New Westminster  | PCHA        | 10 | 4                | 3                | 7                | 28               | –                | – | –                    | –                    | –                    |                      |                      |
| 1913-1914   | Royals de New Westminster  | PCHA        | 16 | 20               | 6                | 26               | 46               | –                | – | –                    | –                    | –                    |                      |                      |
| 1914-1915   | Millionnaires de Vancouver | PCHA        | 14 | 9                | 5                | 14               | 45               | –                | – | –                    | –                    | –                    |                      |                      |
| 1915-1916   | Aristocrats de Victoria    | PCHA        | 18 | 7                | 5                | 12               | 31               | –                | – | –                    | –                    | –                    |                      |                      |
| 1916-1917   | Canaries de Spokane        | PCHA        | 23 | 10               | 3                | 13               | 24               | –                | – | –                    | –                    | –                    |                      |                      |
| Totaux PCHA | Totaux PCHA                | Totaux PCHA | 94 | 64               | 22               | 86               | 204              | –                | – | –                    | –                    | –                    |                      |                      |